# Mi PC
«Mi PC» es el título de una canción interpretada por el cantautor y músico dominicano Juan Luis Guerra y su banda 4.40, incluida en su octavo álbum de estudio Ni es lo mismo, ni es igual (1998). La canción fue lanzada como sencillo principal del álbum en noviembre de 1998 por Karen Records. La canción fue escrita y producida por Guerra. Es un tema de merengue pop en el que Guerra utiliza terminología informática para narrar una historia de amor. «Mi PC» recibió reacciones positivas de los críticos musicales que encontraron que la letra era inteligente y su música pegadiza. Es su primer sencillo lanzado tras un periodo de retiro iniciado en 1995. 
Comercialmente, encabezó las listas Billboard Hot Latin Tracks y Billboard Latin Tropical Airplay en los Estados Unidos de Norteamérica. Guerra interpretó la canción en vivo en el anfiteatro Altos de Chavón en la República Dominicana en 1999 y en el Festival de Viña del Mar 2000 en Chile. La canción recibió un premio de Broadcast Music, Inc. (BMI) Premio Latino en 2001.

## Antecedentes y composición
En 1994, Juan Luis Guerra lanzó su séptimo álbum de estudio, Fogaraté, un disco que consta de merengue moderno y merengue típico con influencias del soukous. Después de su lanzamiento, se tomó una pausa de tres años en las grabaciones, citando la necesidad de tomar un descanso. «Si algo les falta a los artistas es paz. Necesitaba descansar para encontrarlo y lo encontré en la figura de Jesucristo. Lo llamé a través de la oración y recibí su respuesta», afirma Guerra.
Durante la pausa del cantante, Guerra lanzó su propio negocio como director en República Dominicana con Mango TV y la estación Viva FM. El 29 de octubre de 1997, un editor de La Opinión informó que el artista había comenzado a trabajar en un nuevo álbum en Miami. Al ser consultado expresó: «Estoy haciendo un álbum decente, que a la gente le gusta. Sé que la espera ha sido un poco larga, pero estoy casi seguro que cuando el público tenga en sus manos mi nueva producción, entenderá mejor por qué he aguantado tanto tiempo sin grabar». En febrero del año siguiente, el cantante dio una actualización sobre el progreso, afirmando que el disco tendría de 10 a 12 temas, incluidos merengues, bachata, baladas y una salsa, y que se lanzaría a mediados de año.
Sin embargo, en junio de 1998, Guerra no quedó satisfecho con el material que grabó y decidió seguir grabando. Cinco meses después, Bienvenido Rodríguez, presidente del sello de Guerra, Karen Records, reveló que el cantante había cerrado las producciones del disco y que aún contendría los géneros musicales antes mencionados. El nombre del disco, Ni es lo mismo, ni es igual, fue anunciado el 14 de noviembre de 1998 y lanzado el 15 de diciembre del mismo año. Guerra escribió y produjo todas las pistas del álbum, teniendo como canción de entrada, «Mi PC».  «Mi PC» es una canción de pop merengue en la que Guerra «armoniza el lenguaje moderno de las computadoras con el lenguaje de los sentimientos». Líricamente, la cantante utiliza la «jerga de las computadoras y la cibernética para narrar una hermosa historia de amor». Según Guerra, tuvo que aprender terminología informática de sus sobrinos.

## Recepción y promoción
«Mi PC» fue lanzado como el sencillo principal de Ni Es lo Mismo Ni Es Igual por Karen Records en noviembre de 1998. El crítico de AllMusic, Evan C. Gutiérrez, lo consideró uno de los «merengues divertidos y divertidos» del álbum. John Lannert de Billboard lo describió como un «éxito de pop /merengue lindo y que encabezó las listas de éxitos».  Cary Darling, del Orange County Register, consideró que la pista era una «pelusa de merengue agradable» con una «oda a la era informática moderna». El colaborador de la revista Hispanic Mark Holston elogió a «Mi PC» como un «merengue elevado por encima de sus pretensiones de pista de baile con letras tímidas basadas en la vida contemporánea dominada por la computadora».  Ramiro Burr del San Antonio Express-News elogió la pista como un «merengue febril sobre un romance de Internet».
En una crítica mixta de Ni Es lo Mismo Ni Es, Deborah Davis de El Norte citó a «Mi PC» como una de las canciones del álbum que es «conmovedora e inteligente». Jacob Edgar, de la revista The Beat, calificó el sencillo como un «clásico de Juan Luis Guerra» y lo consideró «rival» de «A pedir su mano», de Bachata rosa (1990). El crítico de Knight Ridder, Fernando González, admiró la pista como un «merengue pegadizo que juega con las imágenes y el lenguaje de nuestras vidas mejoradas por computadora».
Comercialmente, «Mi PC» encabezó las listas Billboard Hot Latin Tracks y Tropical Airplay en los Estados Unidos; el sencillo pasó cinco semanas en esta posición en la última lista. Fue reconocida como una canción galardonada en los premios BMI Latin Awards de 2001. Guerra interpretó la canción en vivo en el anfiteatro Altos de Chavón en La Romana, República Dominicana, el 18 de diciembre de 1999 y en el Festival de Viña del Mar 2000.

## Listas

### Lista semanal
| Lista (1998/1999)                     | Máxima posición |
| ------------------------------------- | --------------- |
| U.S. Billboard Hot Latin Tracks       | 1               |
| U.S. Billboard Latin Tropical Airplay | 1               |

### Lista de fin de año
| Lista (1999)                          | Posición |
| ------------------------------------- | -------- |
| U.S. Billboard Hot Latin Tracks       | 28       |
| U.S. Billboard Latin Tropical Airplay | 9        |

### Sucesión en las listas
| Predecesor: Dejaría todo de Chayanne | U.S. Billboard Hot Latin Tracks — Sencillo N°. 1 (Primera vuelta) 26 de diciembre de 1998 - 1 de enero de 1999 | Sucesor: Dejaría todo de Chayanne |
| Predecesor: Dejaría todo de Chayanne | U.S. Billboard Hot Latin Tracks — Sencillo N°. 1 (Segunda vuelta) 16 de enero de 1999 - 22 de enero de 1999    | Sucesor: Dejaría todo de Chayanne |

| Predecesor: Niña bella de Michael Stuart                          | U.S. Billboard Latin Tropical Airplay — Sencillo N°. 1 (Primera vuelta) 12 de diciembre de 1998 - 1 de enero de 1999 | Sucesor: El cuerpo me pide de Víctor Manuelle con Elvis Crespo |
| Predecesor: El cuerpo me pide de Víctor Manuelle con Elvis Crespo | U.S. Billboard Latin Tropical Airplay — Sencillo N°. 1 (Segunda vuelta) 16 de enero de 1999 - 29 de enero de 1999    | Sucesor: Ése (Versión salsa) de Jerry Rivera                   |